# Max August Zorn
Max August Zorn (Krefeld, 6 de junho de 1906 — Bloomington, 9 de março de 1993) foi um matemático alemão naturalizado estadunidense. A ele é atribuído o Lema de Zorn.

## Carreira
Ele era um algebrista, teórico de grupos e analista numérico. Mais conhecido pelo lema de Zorn, um método usado na teoria dos conjuntos que é aplicável a uma ampla gama de construções matemáticas, como espaços vetoriais, conjuntos ordenados e similares. O lema de Zorn foi postulado pela primeira vez por Kazimierz Kuratowski em 1922, e depois independentemente por Zorn em 1935.